# Делімханов Алібек Султанович
Алібек Султанович Делімханов (нар. 16 жовтня 1974 року, Джалка, Гудермеський район, Чечено-Інгушська АРСР, РРФСР, СРСР) — російський воєначальник, перший заступник командувача Північно-Кавказьким округом військ Національної гвардії Російської Федерації, Генерал-лейтенант. Герой Російської Федерації (2009).

## Біографія
Народився 16 жовтня 1974 року в селі Джалка Гудермеського району Чечено-Інгушської АРСР.
Закінчив історичний факультет Чеченського державного університету та Академію управління МВС Росії.
Командир 248-го спеціального моторизованого батальйону «Північ» внутрішніх військ МВС Росії.
Командир 141-го спеціального моторизованого полку імені Героя Російської Федерації Ахмата-Хаджі Кадирова внутрішніх військ МВС Росії.
Активний учасник бойових дій на Північному Кавказі.
Указом Президента Російської Федерації № 712 від 23 червня 2009 року за мужність і героїзм, проявлені при виконанні службового обов'язку в Північно-Кавказькому регіоні підполковнику Делімханову Алібеку Султановичу присвоєно звання Героя Російської Федерації.
Заступник командира 46-ої окремої бригади оперативного призначення ФСВНГ.
Із 2018 року заступник командувача Північно-Кавказького округу військ ФСВНГ. Генерал-лейтенант.

## Нагороди
- Герой Російської Федерації (29 червня 2009 року);
- Два ордена Мужності;
- медаль ордена «За заслуги перед Вітчизною» 2 ступеня;
- медаль «За відвагу»;
- Орден імені Ахмата Кадирова (Чеченська Республіка)[2].

### Відзнаки
- Краповий берет[4].

## Сім'я
- Брат — Делімханов Адам Султанович, депутат Державної Думи Російської Федерації від Чеченської Республіки.
- Брат — Делімханов Шаріп Султанович, генерал-майор поліції, Начальник управління ФСВНГ РФ в Чеченській Республіці.
- Брат — Делімханов Амхад (Сурхо) Султанович — співробітник МВС у Чеченській Республіці[5].

## Санкції
Делімханов Алібек відповідав за командування чеченськими силами під час агресивної війни Росії проти України, в тому числі в Києві і на Донбасі. У цій якості він несе відповідальність за підтримку або здійснення дій або політики, які підривають або загрожують територіальній цілісності, суверенітету і незалежності України. Делімханов Алібек є підсанкційною особою багатьох країн світу.